# .is
.is – domena internetowa przypisana do islandzkich stron internetowych.
Firmy zagraniczne, które chcą zarejestrować swoją domenę w tym kraju, muszą tu mieć swoje lokalne przedstawicielstwo. Mogą zarejestrować tylko jedną taką domenę noszącą nazwę ich firmy.